# جینا گوگیان
جینا گوگیان (به انگلیسی: Gina Gogean) ژیمناست زادهٔ ۹ سپتامبر ۱۹۷۷ میلادی اهل کشور رومانی است.